# 美麗蘿賽塔
《美麗蘿賽塔》（法語：Rosetta）是1999年由比利時導演尚-皮耶·達頓與盧·達頓執導的電影，本片在坎城影展獲得最佳女演員獎（愛蜜麗·德奎恩）與最大獎金棕櫚獎，並促使比利時政府立法禁止雇主給予未成年勞工低於法定最低工資，以及其他保護未成年勞工的措舉。

## 劇情
一個與酗酒母親同住在露營車區的十七歲的少女蘿賽塔，在試用期結束之後沒了工作，她不服氣地與老闆發生衝突後蘿賽塔開始到處探詢工作機會，她要的只是正式工作以及母親能夠振作起來，一個穩定的生活。